# Nosophora albiguttalis
Nosophora albiguttalis là một loài bướm đêm trong họ Crambidae.